# セリン-3-デヒドロゲナーゼ
セリン-3-デヒドロゲナーゼ（serine 3-dehydrogenase）は、次の化学反応を触媒する酸化還元酵素である。
L-セリン + NADP+ {\displaystyle \rightleftharpoons } 2-アンモニオマロン酸セミアルデヒド + NADPH + H+
すなわち、この酵素の基質はL-セリンとNADP+、生成物は2-アンモニオマロン酸セミアルデヒドとNADPHとH+である。
組織名はL-serine:NADP+ 3-oxidoreductaseである。